# František Jirák
František Jirák (28. prosince 1913 Praha – 19. února 1998 Bratislava) byl český architekt, designér a malíř. Vystudoval Mistrovskou školu stolařskou v Praze a v roce 1936 dokončil Státní speciální školu pro vnitřní architekturu. V letech 1936 až 1948 pracoval pro Spojené uměleckoprůmyslové závody (UP) v Brně pod Jindřichem Halabalou a poté se přestěhoval do Bratislavy. Zde se v rámci v rámci národního podniku Vývoj nábytkářského průmyslu podílel na vývoji nového nábytku. V Tatře Pravenec získal pozici vedoucího vývoje a od konce 60. let pracoval pro národní podnik Nový domov až do odchodu do důchodu. Byl členem Svazu československých výtvarných umělců.

## Dílo
Specializoval se na sedací nábytek a vybavení obývacích pokojů. V 50. letech v závodech UP experimentoval s využitím plastu v nábytkářské produkci. Později byl odpovědný za realizaci nábytkářských výstav v Československu i v zahraničí.
V roce 1937 obdržel první cenu na světové výstavě v Paříži za svůj návrh nábytku. Vedle toho obdržel za své návrhy i řadu cen na soutěžích v rodném Československu, například v roce 1965 za odpočinkové křeslo se separátní podnožkou ze dřeva a čalouněného moltoprénu či za lamelovou židli pro Expo Montreal 1967. Mezi další díla patří například sektorový nábytek M 300 pro obývací pokoj (1959), příborník (1963, Vývojový ústav nábytkářského průmyslu, Bratislava), obývací pokoj 06-0-71, obývací pokoj T-01-B sekce D, stolní lampa na kovovém podstavci, sektorový nábytek řada E (1935, ve spolupráci s Janem Srbem v UP) či sektorový nábytek L 56 (1959, Západoslovenské nábytkové závody, n. p., Bratislava).